# Hrabstwo Madawaska
Hrabstwo Madawaska (fr. Comté de Madawaska, ang. Madawaska County)  – jednostka administracyjna kanadyjskiej prowincji Nowy Brunszwik leżąca na północnym zachodzie prowincji.
Hrabstwo ma 33 422 mieszkańców. Język francuski jest językiem ojczystym dla 94,7%, angielski dla 4,8% mieszkańców (2011).